# ポワトヴァン
ポワトヴァン（仏・英：Poitevin）は、フランスのポワトゥー原産のセントハウンド犬種である。もとはシャン・デュ・オー・ポワトゥー（仏: Chien du Haut-Poitou）といった。

## 歴史
ポワトヴァンは17世紀末に作出された。1692年にラリュというハウンドを所有するラリュ侯爵が、フランス王太子より12頭のフォックスハウンドを譲り受け、交配して作出した。同地域のセリ・ハウンドとモンタンブッフ・ハウンドも交配に使われたという。
フランス革命により、1793年にラリュ公爵は処刑され、ポワトヴァンもほとんどが殺された。しかし、モンモリヨンのとある家庭において、残った数頭から血統が保たれた。しかし、1842年に、狂犬病の流行で再度、絶滅の危機を迎えた。更に近親交配が行われ、犬質が悪化した。1844年にイギリスから輸入されたイングリッシュ・フォックスハウンドとの交配が行われ、犬種が復活された。第二次世界大戦に戦禍により再度絶滅の危機にさらされた際にも、フォックスハウンドとの交配で血統が維持された。
ポワトヴァンははじめ、オオカミ狩りに用いられていたが、狼の減少に伴いキツネやアカシカ、ノロジカ、ノウサギ等の狩りに用いられるようになった。パックで獲物のにおいを追跡し、発見するとパックのメンバーで協力して獲物を仕留める。
現在も多くは実用犬として飼育され、ペットやショードッグとして飼われているものは稀である。しかし、容姿が美しいところから、フランスのハウンドとしては珍しく、ドッグショーに出展されることもある。フランス国内でも希少な犬種であり、原産国外で見かけることはほとんどない。

## 特徴
体高は雄62〜72cmで雌60〜70cm、体重は雌雄ともに30kg前後の大型犬である。大まかな外見はフォックスハウンドとグレイハウンドを足して2で割ったような外見である。すらりとして、四肢は長くまっすぐで、特徴的な細く長いマズルを持つ。筋肉質で引き締まった体つきをしていて、もとが狼狩り用の猟犬であるため、優美な外見に反して力が強い。後頭部はイングリッシュ・ポインターのように少し突出していて、耳は垂れ耳、尾は先細りで飾り毛のないサーベル形の垂れ尾。コートは硬いスムースコートで、毛色はトライカラーか、ホワイト・アンド・オレンジのバイカラーである。ブラックのサドル（背中に鞍をかけたようにあるマーキング）のあるものも多い。
性格は主人に忠実で、とても勇敢である。もともとパックで猟を行う犬種である為、主人や主人家族、パックのメンバーや家族の犬に対しては深い絆を結ぶが、外部の人や犬にはなかなかなじめない。しつけの飲み込みは普通で状況判断力は優れているが、猟犬種であるため、しっかりとしたしつけを行うことが絶対に必要となる。走るのが速く、足の速いポワトヴァンの場合、最高時速は80km以上にも達するといわれている。走力だけでなく集中力と体力もとても優れていて、猟犬として働く際には1日に35マイル（56km）もの距離を歩き、7時間も同じにおいを追跡できるほどのスタミナの持ち主と言われる。このため、ペットとして飼育するには莫大な運動量を消化する必要がある。かかりやすい病気は大型犬にありがちな股関節形成不全などがある。